# Guineas håndboldlandshold (damer)
Guineas håndboldlandshold  er Guineas landshold for kvinder. Det er styret af Guineas Håndboldforbund og deltager i internationale håndboldkonkurrencer.

## Afrikamesterskabet
- 2014 – 8. plads
- 2016 – 7. plads
- 2018 – 7. plads
- 2021 – 7. plads
- 2022 – 9. plads

## Eksterne links
- IHF profil

| Fodbold | Spire Denne artikel om en håndbold er en spire som bør udbygges. Du er velkommen til at hjælpe Wikipedia ved at udvide den. |